# Ernest-Pascal Blanchard
Pour les articles homonymes, voir Blanchard et Pascal Blanchard.
Ne doit pas être confondu avec Pascal Blanchard (peintre).
Ernest-Pascal Blanchard, aussi appelé Pascal Blanchard, né le 31 mars 1861 dans le 9e arrondissement de Paris, et mort le 6 mars 1945 dans le 7e arrondissement de Paris, est un peintre et vitrailliste français.
Il a réalisé des cartons pour des maîtres-verriers, dont Félix Gaudin.

## Biographie
Fils du graveur Auguste III Blanchard, Ernest-Pascal Blanchard a étudié à l'Académie Julian dans les ateliers de Jules Lefebvre et Gustave Boulanger de 1877 et 1883, puis à l'École des beaux-arts de Paris.
Il expose au Salon des artistes français à partir de 1883. En 1887, il obtient une mention honorable, en 1893, une médaille de 3e classe, et de 2e classe en 1899. À l'Exposition universelle de 1900, il obtient une médaille de bronze.
Il conçoit des cartons pour la réalisation de mosaïques et de vitraux. On trouve ses œuvres à Paris la basilique du Sacré-Cœur de Montmartre, réalisées à partir 1902 avec les panneaux de la chapelle Saint-Louis, jusqu'en 1915. En 1913, après le refus des cartons dessinés par George Desvallières pour la chapelle Saint-Vincent-de-Paul par les lazaristes qui les jugent trop modernes, la commande est donnée à Pascal Blanchard. Les vitraux sont d'abord réalisés par l'atelier Félix Gaudin, mais la Première Guerre mondiale entraîne la fermeture de l'atelier. La réalisation des vitraux est reprise en 1915 par l'atelier de la veuve Charles Champigneulle. Il donne des cartons pour deux mosaïques destinées à cette même chapelle, lesquelles sont réalisées en 1915-1916.
En 1912, il réalise un carton pour une verrière du musée du Vieux Honfleur réalisée par l'atelier Gaudin. On le voit apparaître dans un registre pour les cartons d'un projet d'église Sainte-Philomène à Santiago-du-Chili.
En 1903, George Desvallières réalise un portrait de l'épouse de Pascal Blanchard, exposé à la Société nationale des beaux-arts la même année et acquis par le musée du Petit Palais en 1936.

## Œuvres
- Portrait de Mlle Simonne B..., Salon de 1883, localisation inconnue
- La Fortune et le Jeune Enfant, Salon de 1884, localisation inconnue
- Portrait de M. le général Th..., Salon de 1884, localisation inconnue
- Portrait de Mme d’O…, Salon de 1885, localisation inconnue
- Saint-Segond, Salon de 1885, localisation inconnue
- Portrait de Mlle J. B..., Salon de 1886, localisation inconnue
- Samson et Dalila, Salon de 1886, localisation inconnue
- Junon, panneau décoratif, Salon de 1887, localisation inconnue
- Pâquerette, étude, Salon de 1887, localisation inconnue
- Tête d'étude, pastel, Salon de 1888, localisation inconnue
- Portrait de M. A. C., pastel, Salon de 1888, localisation inconnue
- Portrait de Mme A. C., Salon de 1888, localisation inconnue[8]
- Printemps, Salon de 1889, localisation inconnue
- L’Affaire Clemenceau, Salon de 1890, localisation inconnue
- Portrait de Mlle B..., Salon de 1890, localisation inconnue
- Portrait de M. le général B..., Salon de 1891, localisation inconnue
- Portrait de Mme la comtesse d’A... de B..., Salon de 1891, localisation inconnue
- Portrait de ma mère, Salon de 1892, localisation inconnue
- Portrait du général B..., Salon de 1892, localisation inconnue
- Dans le jardin, dessin, Salon de 1893, localisation inconnue
- Descente de la ruelle de Saint-Côme, dessin, Salon de 1893, localisation inconnue
- Portrait de M. Got, de la Comédie-Française, Salon de 1893, localisation inconnue
- Portrait de Mme B..., Salon de 1893, localisation inconnue
- Portrait de M. Marshall, Salon de 1894, localisation inconnue
- Intérieur, aquarelle, Salon de 1895, localisation inconnue
- L’Entrée de la cuisine, dessin, Salon de 1895, localisation inconnue
- Portrait de Mme B..., Salon de 1895, localisation inconnue
- Portrait de Mme d’A. de la V..., Salon de 1895, localisation inconnue
- La Queue à la boulangerie ; Siège de Paris, pastel, Salon de 1896, localisation inconnue
- Les Deux Amies, Salon de 1896, localisation inconnue
- Portrait de Mlle M. T..., Salon de 1896, localisation inconnue
- Chez le bourrelier, Salon de 1897, localisation inconnue
- Portrait de Mme de ..., Salon de 1897, localisation inconnue
- Portrait de Mlle J. B..., Salon de 1898, localisation inconnue
- Les Deux Voisins, aquarelle, Salon de 1899, localisation inconnue
- Portrait de G. B..., Salon de 1899, localisation inconnue
- Portrait de M. l’intendant G..., Salon de 1899, localisation inconnue
- Portrait de Mme de V..., Salon de 1900, localisation inconnue
- Portrait de Mlle F. F..., Salon de 1901, localisation inconnue
- Saint-Jean, Salon de 1901, localisation inconnue
- Portrait de Mme T..., Salon de 1902, localisation inconnue
- Premières Communiantes à la Sainte Table, Salon de 1902, localisation inconnue
- Portrait de M. M. B..., Salon de 1903, localisation inconnue
- Portrait de Mlle ..., Salon de 1903, localisation inconnue
- Portrait de Mlle C..., Salon de 1904, localisation inconnue
- Portrait de Mme B. G..., Salon de 1904, localisation inconnue
- Portrait de Mme L., Salon de 1905, localisation inconnue
- Portrait de Mme R. D., Salon de 1905, localisation inconnue
- Flirt, Salon de 1906, localisation inconnue[9]
- Un bon déjeuner, pastel, Salon de 1907, localisation inconnue
- Une leçon difficile, Salon de 1907, localisation inconnue[10]
- Portrait de Mlle P..., Salon de 1907, localisation inconnue
- Chez le tourneur, Salon de 1908, localisation inconnue
- Portrait de Mme M. L. M..., Salon de 1908, localisation inconnue
- Consummatum est, Salon de 1909, localisation inconnue
- Portrait de Mme P..., Salon de 1909, localisation inconnue
- Offrande à la Vierge, Salon de 1910, localisation inconnue
- Jeanne d’Arc, Salon de 1911, localisation inconnue
- Portrait de Mlle G. V..., Salon de 1911, localisation inconnue
- Sommeil, Salon de 1912, localisation inconnue
- Portrait de Mme J. S..., Salon de 1913, localisation inconnue
- Vision bleue, Salon de 1914, localisation inconnue

## Décorations
- Chevalier de la Légion d'honneur en 1923[11]